# Прилепска каза
Прилепска каза је била нижа административна јединица у Османском царству. Била је део Битољског санџака и Битољског вилајета. Центар казе, односно кадилука је био у Прилепу. Састојала се из две нахије Прилепске и казе Маријово. Укупно се у саставу казе налазило 140 села и град Прилеп. Становништво је почетком 20. века, било мешовито у верском, етничком и националном погледу. Од муслимана су у кази живели Турци, Албанци, Торбеши и Роми, док су хришћани по етничком пореклу били Словени и Цинцари. Хришћни су били подељени на патријаршисте и егзархисте, односно србомане, гркомане и Бугараше како су једни друге називали.